# Копелянка
Копеля́нка — село в Україні, у Житомирському районі Житомирської області. Входить до складу Хорошівської селищної громади. Населення становить 7 осіб.

## Населення
За даними перепису 2001 року населення села становило 7 осіб, з них усі 100 % зазначили рідною українську мову.

## Історія
У 1906 році село Фасівської волості Житомирської повіту Волинської губернії. Відстань від повітового міста 35 верст, від волості 12. Дворів 28, мешканців 179.